# An Angel
An Angel ist ein Lied der Kelly Family aus dem Jahr 1994. Es wurde von der Musikgruppe selbst geschrieben und am 28. Juni 1994 vorab als erste Single des achten Studioalbums Over the Hump ausgekoppelt. Das Lied zählt zu ihren bekanntesten, die Single hielt sich 27 Wochen in den deutschen Charts.

## Hintergrund
Für An Angel wurde wie bei allen Songs des Albums die gesamte Gruppe als Songwriter angegeben, hauptsächlich stammt es jedoch aus der Feder von Paddy Kelly. Es erschien im Juni 1994 über das Label Kel-Life als Single. Es handelt sich um einen langsamen, zunächst hauptsächlich mit der Akustikgitarre gespielten Popsong, eine Ballade, die Kelly auf dem Boot der Familie, Santa Barbara genannt, im Alter von 15 Jahren für seine Mutter Barbara-Ann Kelly schrieb, die 1982 an Brustkrebs starb. Der Leadgesang des Songs wurde überwiegend von Paddy und Angelo Kelly übernommen. Das Lied wurde von Kathy Kelly und Hartmut Pfannmüller produziert und im Studio N, Köln aufgenommen. Im Songtext spricht der Protagonist die geliebte Person an und wünscht sich metaphorisch ausgedrückt ein Engel zu sein wie sie („Sometimes I wish I were an angel / Sometimes I wish I were you“).

## Musikvideo
Auch ein Musikvideo wurde zu dem Song gedreht. Es zeigt zunächst Paddy Kelly allein mit der Gitarre, dann ist die Gruppe auf der Bühne zu sehen. Das Video wurde bei YouTube mehr als 66 Millionen Mal abgerufen.

## Rezeption

### Chartplatzierungen
In Deutschland und in der Schweiz erreichte An Angel Platz zwei sowie in Österreich Platz eins. In den britischen Musikcharts schaffte es die Single auf Platz 69.
In den Bravo-Jahrescharts 1994 erreichte An Angel mit 198 Punkten den 15. Platz und in den Bravo-Jahrescharts 1995 mit 365 Punkten den dritten Platz.
| ChartsChartplatzierungen     | Höchstplatzierung | Wochen |
| ---------------------------- | ----------------- | ------ |
| Deutschland (GfK)            | 2 (27 Wo.)        | 27     |
| Österreich (Ö3)              | 1 (20 Wo.)        | 20     |
| Schweiz (IFPI)               | 2 (23 Wo.)        | 23     |
| Vereinigtes Königreich (OCC) | 69 (1 Wo.)        | 1      |

| ChartsJahrescharts (1994) | Platzierung |
| ------------------------- | ----------- |
| Deutschland (GfK)         | 45          |

| ChartsJahrescharts (1995) | Platzierung |
| ------------------------- | ----------- |
| Deutschland (GfK)         | 43          |
| Österreich (Ö3)           | 9           |
| Schweiz (IFPI)            | 27          |

### Auszeichnungen für Musikverkäufe
| Land/Region        | Auszeichnungen für Musikverkäufe (Land/Region, Auszeichnung, Verkäufe) | Verkäufe |
| ------------------ | ---------------------------------------------------------------------- | -------- |
| Deutschland (BVMI) | 3× Gold                                                                | 800.000  |
| Japan (RIAJ)       | Gold                                                                   | 50.000   |
| Österreich (IFPI)  | Platin                                                                 | 50.000   |
| Polen (ZPAV)       | Platin                                                                 | 50.000   |
| Insgesamt          | 2× Gold · 3× Platin ·                                                  | 950.000  |

Hauptartikel: The Kelly Family/Auszeichnungen für Musikverkäufe